# Gaetano Montenegro
Gaetano Montenegro (Potenza, 9 ottobre 1947) è un allenatore di calcio ed ex calciatore italiano, di ruolo attaccante.

## Carriera

### Giocatore
Cresciuto nel Potenza, viene girato al Policoro per il campionato di Serie D 1967-1968, nel quale realizza 11 reti in 29 partite. Ritorna per una stagione al Potenza e nel 1969 viene ceduto al Tempio, ancora in Serie D: in Sardegna realizza 19 reti e viene acquistato dall'Arezzo. Con gli amaranto esordisce in Serie B il 4 ottobre 1970, nella partita Mantova-Arezzo (2-1). A fine stagione totalizza 5 presenze e un gol, e viene ceduto nuovamente in Serie C, vestendo la maglia del Crotone per due stagioni nelle quali realizza 17 reti.
Nell'ottobre 1973, dopo altre 6 presenze e 2 reti con i calabresi, viene acquistato dal Piacenza, sempre in Serie C: vi rimane fino al termine della stagione, collezionando 6 reti in 27 presenze. Nell'estate 1974 si trasferisce al Lecce, con cui disputa le sue migliori stagioni dal punto di vista realizzativo: nella Serie C 1975-1976 conquista la promozione in Serie B e il titolo di capocannoniere del girone C della Serie C, con 21 reti all'attivo. Rimane in Salento fino al 1978, mettendo a segno 18 reti nei due campionati in serie cadetta, a cui si aggiungono 13 reti in Coppa Italia e la tripletta decisiva nella vittoria per 4-0 sullo Scarborough, nella Coppa Italo-Inglese Semiprofessionisti. Successivamente si trasferisce al Palermo per un biennio, nel quale viene impiegato saltuariamente come ala sinistra o centrocampista e totalizza 27 partite in campionato segnando 6 reti.
Conclude la carriera militando per una stagione nel Messina e per una nella Gioiese, entrambe in Serie C2.
In carriera ha totalizzato complessivamente 97 presenze e 25 reti in Serie B con le maglie di Arezzo, Lecce e Palermo. Con 49 reti in giallorosso, è il sesto marcatore di sempre del Lecce in incontri di campionato.

### Allenatore
Intrapresa la carriera di allenatore, si lega al mondo del calcio della sua città, Potenza. Nella stagione 1986-1987 allena nel campionato di Promozione lucana la Edil Potenza, divenuta la principale squadra cittadina dopo il fallimento del Potenza, e ottiene la promozione nel Campionato Interregionale.

## Palmarès

### Giocatore

#### Competizioni nazionali
- Campionato italiano Serie C: 1

Lecce: 1975-1976
- Coppa Italia Serie C: 1

Lecce: 1975-1976

#### Competizioni internazionali
- Coppa Italo-inglese per semiprofessionisti: 1

Lecce: 1976

#### Individuale
- Capocannoniere della Serie C: 1

1975-1976 (21 gol)

### Allenatore

#### Competizioni regionali
- Promozione: 1

Potenza: 1986-1987